# Вічне літо
Вічне літо (кит. трад.: 盛夏光 年) — тайванська ЛГБТ-драма 2006 року, зрежисована Лешті Ченом. У 2006 році фільм отримав чотири номінації на 43-му Golden Horse Awards, в тому числі: Найкращий актор другого плану і Найкращий новий виконавець для Джозефа Чанаа, і також Брайан Чанг виграв Найкращий новий виконавець.

## Сюжет
Три старшокласники відчувають провину та підводні камені любові в чутливій казці режисера Лешті Ченя дружби і туги.
У дитинстві, живучі в приморському місті на півдні Тайваню, старанного Джонатана (Брайан Чанг) запитав його вчитель, прохаючи, щоб той піклувався бунтівним однокласником Шейном (Джозеф Чан). Десять років по тому, те, що було колись добродушний зобов'язання відтоді перетворилося на теплу дружбу, з Джонатаном ще на академічній доріжці і Шейн тепер знаходить своє покликання на баскетбольному майданчику.
Тайваньська дівчинка, що народився на острові, школярка Керрі (Кейт Енг) прибуває з Гонконгу приєднатися до її матері після розбіжностей з батьком і переходить до їх школи. Вона починає дружити з Джонатаном і переконує його приєднатися до неї на секретному одноденну поїздку в Тайбей, а ввечері вона спокушає його пітив неохайний готель, але Джонатан тікає, збентежений. Зрештою, її спостереження дружби його і Шейна веде її до розуміння того, що він гей і закоханий у свого найкращого друга.
Потім Керрі зустрічає Шейна через Джонатана після навчального дня, де Шейн проявляє інтерес до Керрі. Незважаючи на її початкові побоювання про хамство Шейна, вона зрештою піддається шахрайським принадам порушника спокою. Вона приймає його пропозицію стати його дівчиною за умови, що йому вдається вступити до університету.
Пізніше, Шейн тягне Джона діяти спільно і здавати тести в університеті, але Джонатан, відволікатися на його зростаючю кризи сексуальної ідентичності, відгороджується. Шейн робить все можливе, щоб тримати свої почуття до Керрі в таємниці, щоб захистити почуття свого друга на все життя. Незважаючи на всі їхні зусилля, щоб зберегти свої особисті почуття в таємниці, правда зрештою вспливає, змушуючи всіх трьох, переглянути свої відносини і почати жити в абсолютно новому світлі.

## У ролях
- Джозеф Чан, як Шейн (余守恒)
- Брайан Чанг, як Джонатан (康 正 行)
- Кейт Енг, як Кері (慧 嘉)

Існує основний поетичний підтекст на основі астрологічних значень в назвах китайських персонажів:
- Шейн: (кит. трад.: 守恒) представляє (кит. трад.: 恒星) зірка (Сонце).
- Джонатан: (кит. трад.: 正 行) представляє (кит. трад.: 行星) планета (Земля).
- Керрі: (кит. трад.: 慧 嘉) представляє (кит. трад.: 彗星) Комета.

- Сонце завжди світить.
- Земля слідує його маршруту навколо Сонця, але не може підійти до нього.
- Комета приносить сюрприз до Сонячної системи.
- Картина є неповною без одного з них.

## Нагороди та номінації
Вічне літо виграло одну нагороду з чотирьох номінацій на 43-му Golden Horse нагород в 2006 році.
| Рік  | Категорія                     | Номінація                                                     | Результат | Посилання |
| ---- | ----------------------------- | ------------------------------------------------------------- | --------- | --------- |
| 2006 | Найкращий актор другого плану | Джозеф Чан                                                    | Номінація |           |
| 2006 | Найкращий новий актор         | Брайан Чанг                                                   | Перемога  |           |
| 2006 | Найкращий новий актор         | Джозеф Чан                                                    | Номінація |           |
| 2006 | Найкраща пісня                | «盛夏光年» (Eternal Summer) by Mayday released Eternal Summer | Номінація |           |